# Apple Corps
Apple Corps is een Brits bedrijf dat in 1968 werd opgericht door de Britse rockband The Beatles. Met het oprichten van Apple verdween hun vorige bedrijf, Beatles Ltd., en ging het over in een conglomeraat. De bedrijfsnaam is een woordgrap, "Apple Corps" wordt op dezelfde manier uitgesproken als "apple core", wat "klokhuis" betekent.

## Geschiedenis
In januari 1968 werd Apple Corps opgericht en op 2 april van dat jaar werd het bedrijf officieel aangekondigd in een persconferentie in New York, waar Beatles-leden John Lennon en Paul McCartney bij aanwezig waren.
De naam en het logo van Apple Corps kan worden teruggeleid naar een schilderij van de Belgische surrealistische kunstschilder René Magritte, Le jeu de mourre, waarop een appel staat afgebeeld met daaronder de tekst "Au revoir". Paul McCartney vroeg aan kunsthandelaar Robert Fraser om voor hem een werk van Magritte te kopen, en Fraser kwam terug met dit schilderij.
Toen The Beatles uit elkaar gingen, hield Apple Corps in feite ook op te bestaan. Er werd echter voor gekozen om het bedrijf in leven te houden, maar om alle departementen te sluiten. Later was Apple Corps verantwoordelijk voor heruitgaves van muziek en andere media die op Apple Records verschenen.
Tussen 1970 en 2007 was Neil Aspinall de CEO van het bedrijf, voordat hij met pensioen ging en werd vervangen door Jeff Jones. Het bedrijf is in handen van de nog levende Beatles Paul McCartney en Ringo Starr en Yoko Ono en Olivia Harrison, de weduwes van respectievelijk John Lennon en George Harrison.

## Dochterondernemingen
Onder het hoofdbedrijf Apple Corps vielen meerdere dochterondernemingen. De belangrijkste hiervan is Apple Records, dat vanaf 1968 verantwoordelijk was voor alle muziekuitgaven van The Beatles. Ook andere artiesten stonden onder contract bij deze platenmaatschappij, waaronder Badfinger, James Taylor, Billy Preston en Mary Hopkin. Andere dochterondernemingen zijn Apple Electronics, Apple Films, Apple Publishing en Apple Retail. De laatste van deze ondernemingen was verantwoordelijk voor de Apple Boutique, een winkel die gedurende acht maanden was gevestigd op de hoek van Baker Street en Paddington Street en hiermee de eerste uitlaatklep van Apple Corps was. Apple Records is de enige van deze dochterondernemingen die na tien jaar nog actief was.

## Hoofdkantoor
Het hoofdkantoor van Apple Corps bevond zich in eerste instantie op 94 Baker Street, vervolgens op 95 Wigmore Street en uiteindelijk op 3 Savile Row. Op dit adres was ook de Apple Studio gevestigd, waar The Beatles het album Let It Be en de bijbehorende film opnamen.

## Rechtszaken
Apple Corps is vaak in rechtszaken gewikkeld geweest met Apple Inc., omdat deze een bijna gelijke naam aan had genomen. In 1981 vond een schikking plaats in een rechtszaak tussen de twee partijen, waarbij Apple Corps £80.000 kreeg. Onderdeel van deze deal was dat Apple Inc. zich niet met de muziekindustrie zou gaan bemoeien. Twee andere rechtszaken eindigden eveneens in een schikking. Toen Apple Inc. in respectievelijk 2001 en 2003 de iPod en de iTunes Store introduceerde, vond Apple Records dat dit een schending was van de eerdere overeenkomst. Deze rechtszaak werd besloten in het voordeel van Apple Inc. De rechtszaken zorgden er lange tijd voor dat de muziek van The Beatles niet via iTunes te beluisteren was, totdat op 16 november 2010 het gehele oeuvre van de band beschikbaar werd gemaakt.